# Histricostoma anatolicum
Histricostoma anatolicum is een hooiwagen uit de familie aardhooiwagens (Nemastomatidae).
De originele naamcombinatie (protoniem) was Nemastoma anatolicum Roewer, 1962. Een volgende naamrecombinatie werd gepubliceerd als Histricostoma anatolicum (Roewer, 1962) in Schönhofer 2013.